# Manny's Orphans
Manny's Orphans è un film del 1978 diretto da Sean S. Cunningham.
Il film venne anche distribuito col titolo Kick!.

## Trama
Esonerato come allenatore della squadra di calcio della Creighton Hall school, Manny trova lavoro in un orfanotrofio cattolico dove forma una nuova squadra di calcio. Quando gli orfani scoprono che Manny ha contratto un debito di gioco, decidono di organizzare una partita di calcio il cui esito deciderà le sorti del debito di Manny.

## Produzione
Circa il film, lo sceneggiatore Victor Miller ha detto: "Steve Miner ha avuto l'idea ed io ho scritto la sceneggiatura. Abbiamo fatto un altro film a basso budget [insieme a Tigri contro tigri], e l'abbiamo girato intorno a Bridgeport, nel Connecticut."
Il regista Cunningham ha dichiarato: "Avevamo questa idea su un gruppo di orfani che mettono insieme una squadra di calcio e vincono. Abbiamo quindi raccolto i soldi per fare quello che è diventato noto come Manny's Orphans. È stato molto divertente realizzarlo, e ancora una volta ho adorato lavorare con dei bambini. Ho davvero pensato che sarebbe stato per me un film rivoluzionario ." Cunningham sostiene inoltre che la reazione del pubblico sia stata "tiepida" e che sebbene la United Artists l'abbia opzionato come episodio pilota per una serie televisiva, alla fine non l'ha acquistato.

## Curiosità
Il dodicenne Ari Lehman che qui interpreta Roger, lavorerà nuovamente col regista Sean S. Cunningham due anni dopo in Venerdì 13 nel ruolo di Jason Voorhees.